# 圣埃尔韦
圣埃尔韦（法語：Saint-Hervé，法語發音：[sɛ̃.t‿ɛʁve]）是法国阿摩尔滨海省的一个市镇，位于该省南部，属于圣布里厄区。

## 地理
圣埃尔韦（48°16'37"N, 2°49'39"W）面积9.83 平方千米，位于法国布列塔尼大區阿摩尔滨海省，该省份为法国西北部沿海省份，位于布列塔尼半岛北部，北濒大西洋英吉利海峡，西接菲尼斯泰尔省，南至莫尔比昂省，东临伊勒-维莱讷省。
与圣埃尔韦接壤的市镇（或旧市镇、城区）包括：戈松、格拉斯于泽勒、圣泰洛、于泽勒、普勒克-莱尔米塔日。

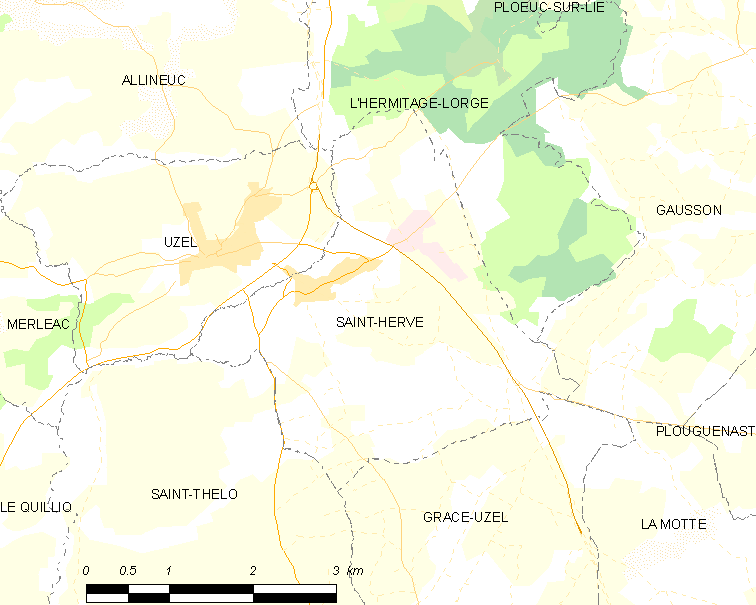
圣埃尔韦的OSM定位图

圣埃尔韦的时区为UTC+01:00、UTC+02:00（夏令时）。

## 行政
圣埃尔韦的邮政编码为22460，INSEE市镇编码为22300。

## 政治
圣埃尔韦所属的省级选区为盖莱当县。

## 人口

1962-2008年间圣埃尔韦人口变化图示

圣埃尔韦于2022年1月1日时的人口数量为413人。